# Любушкин, Виктор Васильевич
Виктор Васильевич Любушкин — советский хозяйственный, государственный и политический деятель.

## Биография
Родился в 1913 году на прииске Айдырла. Член КПСС.
С 1931 года — на хозяйственной, общественной и политической работе. В 1931—1974 гг. — буровой мастер геолого-разведочного управления, заведующий горными работами Сибайского рудника, участник Советско-финляндской войны, технический руководитель шахтоуправления Сибайского рудника, инструктор, секретарь Баймакского районного комитета ВКП(б), заведующий отделом Башкирского областного комитета ВКП (б), первый секретарь Сибайского городского комитета КПСС, начальник Управления цветной металлургии Башкирского совнархоза, Средневолжского совнархоза, директор Учалинского горно-обогатительного комбината.
Избирался депутатом Верховного Совета Башкирской АССР 3-6-го созыва.
Умер в Учалах в 1983 году.